# پتر یاکل
پتر یاکل (انگلیسی: Petr Jákl؛ زادهٔ ۱۴ سپتامبر ۱۹۷۳) بازیگر و جودوکار و کارگردان فیلم اهل جمهوری چک است.
از فیلم‌ها یا برنامه‌های تلویزیونی که وی در آن نقش داشته‌است، می‌توان به قرون وسطایی، بیگانه علیه غارتگر، تریپل اکس، سفر به اروپا، گروه ناجور و باتوری اشاره کرد.